# Збройні сили Сомалі
Збройні сили Сомалі (сом. Ciidanka Soomaaliya) — військова організація Сомалі, призначена для захисту свободи, незалежності і територіальної цілісності держави.
Складаються з органів управління, сухопутних військ , військово-морського флоту і військово-повітряних сил.

## Склад збройних сил

### Органи управління
Міністерство оборони Сомалі — орган, який здійснює управління збройними силами.

### Військово-морський флот
У червні 2009 року сомалійський військовий флот був відновлений, як вид ЗС. Командувачем був призначений адмірал Фарах Ахмед Омар. До грудня 2009 року завершили навчання близько 500 морських піхотинців у Могадішо, які приступили на службу.
Власних військових кораблів у Сомалі немає, лише є декілька катерів на яких здійснюють патрулювання морських територій держави.

### Військово-повітряні сили
ВПС ЗС були утворені в 1960 році, після здобуття незалежності від Англії і Італії. Утворення відбувалося завдяки допомозі Радянського Союзу. Небажання Сомалі визнавати державні кордони, нав'язані їй колоніальними державами, призвело до загострення відносин з сусідніми державами і ряду прикордонних конфліктів, кульмінацією яких стала Сомалійсько-ефіопська війна або ж війна за Огаден, що тривала два роки і характеризувалася надзвичайно активним застосуванням авіації, що не характерно для конфліктів у Африці. Тоді авіація зіграла значну роль у бойових діях.
Війна ускладнила міжнародне становище Сомалі, яка, позбувшись підтримки ззовні, була змушена вивести війська з Огадена, втративши в боях половину від загального числа одиниць військової техніки ВПС.
В кінці 1980-х років у Сомалі почалася громадянську війну, яка триває до сьогодні. В останній раз ВПС Сомалі застосовувалися в боях проти повстанців, але, з падінням Могадішо в 1991 році, ВПС припинили своє існування.